# 三浦剛
三浦 剛（みうら つよし、1975年7月18日 - ）は奈良県橿原市出身の俳優、手話パフォーマー。身長181cm。血液型はAB型。所属事務所はキューブ。演劇集団キャラメルボックスに所属している。兄は元プロ野球選手で、横浜DeNAベイスターズの監督を務める三浦大輔。

## 人物
高田商業高校卒業、大阪学院大学商学部中退。
小学校から大学までプロを目指し投手として野球に打ち込んでいたが、20歳の時に将来の事を考え役者を志すようになり、関西六大学リーグでプレーをしながら1993年に地元の劇団、劇団MisU・SJrに入団する。
1998年に活動拠点を東京に移して現在の事務所に所属。先輩の生瀬勝久や橋本さとしの付き人をしながら、ドラマ『ドンウォリー！』でデビューし本格的に俳優活動を始める。
2001年に演劇集団キャラメルボックスに入団。
2002年に現在の妻である忍足亜希子がキャラメルボックスの舞台にゲスト出演し、ろう者である忍足との出会いをきっかけに手話を覚えるようになり、歌詞を手話で表現する手話ソングの活動も始める。
2018年、キャラメルボックスの舞台『エンジェルボール』で初主演を務める。
元TEAM 発砲・B・ZINの西ノ園達大とアカペラバンド「Sugar Style Spirit」の悠晃の3人で「3☆COLORS」を結成し、音楽活動も行っている。兄弟ロックバンド「SOONERS」とともにユニットを組み、「Music Sign」という手話ソングライブも開催している。
プロ野球の横浜DeNAベイスターズに所属し、2021年シーズンからは監督を務める三浦大輔（野球選手としては2016年シーズン限りで現役引退）は2歳上の実兄で、剛本人も大学まで硬式野球部に所属しており、2006年8月に京セラドーム大阪で行われたオリックス対ソフトバンクの試合では「演劇集団キャラメルボックス」の一員として始球式と国歌斉唱で登場し、始球式では兄顔負けの2段モーションと速球を披露した。
2009年11月11日に女優の忍足亜希子と結婚。2012年に第一子が誕生した。
ろう者と聴者のカップル数組の実話を元にした映画『僕が君の耳になる』は、三浦と忍足のエピソードも盛り込まれており、忍足と共に出演・手話指導も務めた。また、ドラマ『コウノドリ』第2シリーズの第1話でも三浦夫婦のエピソードが盛り込まれており、忍足と共に手話指導も務めた。

## 出演

### ドラマ
- 徳川慶喜（NHK、1998年）
- ドンウォリー!（フジテレビ、1998年）
- shin-D「史上最悪のファミリー」（日本テレビ、1998年）
- 恋はあせらず（フジテレビ、1998年）
- ドラマ愛の詩「ぼくのメジャーリーグ 〜白球の行方〜」（NHK、1998年）
- じんべえ（フジテレビ、1998年）
- 月曜ドラマスペシャル「女借金取り VS 買いまくる女」（TBS、1998年）
- 金曜エンタテイメント「ベストセラー作家は白百合の仕置人」（フジテレビ、1999年）
- shin-D「成田家の人々」（日本テレビ、2000年）
- OLヴィジュアル系（テレビ朝日、2000年）
- はみだし刑事情熱系（テレビ朝日）
- 土曜ワイド劇場「相棒2」（テレビ朝日、2001年）
- たったひとつの恋（日本テレビ、2006年）
- 星月夜（TBS、2007年）
- リアル・クローズ 第4話（関西テレビ/フジテレビ、2009年）
- PRICELESS〜あるわけねぇだろ、んなもん!〜 第2話（フジテレビ、2012年）
- ラスト♡シンデレラ 第7話（フジテレビ、2013年）
- Dr.アシュラ 第9話（フジテレビ、2025年） - 土井孝 役[9]

### 舞台

#### 演劇集団キャラメルボックス
- 『四月になれば彼女は』（2002年） - 西条 役
- 『嵐になるまで待って』 - 高杉 役（2002年） / 勝本 役（2008年） ※2002年度に共演した忍足亜希子と2009年に結婚
- 『彗星はいつも一人』（2003年） - 陣八 役（左東広之とダブルキャスト）
- 『ブラック・フラッグ・ブルーズ』（2004年） - アリツネ 役（畑中智行とダブルキャスト）
- 『スキップ』（2004年） - 大滝 / 山尾 役
- 『広くてすてきな宇宙じゃないか』（2005年・2012年） - ヒジカタ 役（2012年：大内厚雄・左東広之とトリプルキャスト）
- 『スケッチブック・ボイジャー』（2005年） - ダイゴ 役（岡田達也とダブルキャスト）
- 『あしたあなたあいたい』（2006年） - 香山 / 拓美 役
- 『雨と夢のあとに』（2006年・2013年） - 高柴 / 正太郎 役
- 『少年ラヂオ』（2006年） - 大牟田 役
- 『トリツカレ男』（2007年・2012年） - レオナルド 役
- 『容疑者Xの献身』（2009年・2012年） - 工藤邦明 役
- 『風を継ぐ者』（2009年） - 土方歳三 役
- 『また逢おうと竜馬は言った』（2010年） - 伸介 / 土方歳三 役
- 『銀河旋律』（2011年） - サルマル 役（西川浩幸・岡田達也とトリプルキャスト）
- 『流星ワゴン』（2011年） - 永田忠雄 役
- 『アルジャーノンに花束を』（2012年） - マット・ゴードン 役
- 『盲目剣谺返し』（2013年） - 島村藤弥 役
- 『ケンジ先生』（2013年） - コウタロウ 役（どんぐりキャスト）
- 『ウルトラマリンブルー・クリスマス』（2013年） - 堀田 役
- 『あなたがここにいればよかったのに』（2014年） - 宇田川譲 役
- 『TRUTH』（2014年） - 英之助 役
- 『ブリザード・ミュージック』（2014年） - 釜石 役
- 『パスファインダー』（2015年） - 赤磐 役
- 『時をかける少女』（2015年） - 尾道洋一 役
- 『BREATH』（2015年） - 長坂武史 役
- 『彼は波の音がする』（2016年） - 串本欣也 役
- 『彼女は雨の音がする』（2016年） - 湯浅日出男 / 串本欣也 役
- 『ゴールデンスランバー』（2016年） - 小鳩沢英樹 役
- 『ティアーズライン』（2017年）
- 『エンジェルボール』(2018年)
- 『ミス・ダンデライオン』(2022年、葉山)
- 『水平線の歩き方』(2022年、豊川) （畑中智行とダブルキャスト）
- 『クロノス』(2022年)
- 『トルネイド 北条雷太の終わらない旅』（2025年）[10]

#### 客演
- 自転車キンクリート「検察側の証人」（1999年3月）
- 福澤一座　旗揚げ公演「進め!ニホンゴ警備隊」（2004年1月）
- テンダーシアター旗揚げ公演「On Your Mark」（2011年）
- 『ヒア・カムズ・ザ・サン』（2014年、スカイロケット）
- 『駆けぬける風のように』（2014年、Dステ） - 南国塊人　役
- 『片想い』（2016年、方南ぐみ企画公演）
- 『片想い』（2017年、方南ぐみ企画公演）
- 『MOTHER～特攻の母　鳥濱トメ物語～』（2017年、アース製薬 presents）
- 自転車キンクリートSTORE『ライク・ア・ファーザー』（2018年）
- 『吼える』（2019年、“一騎討ちProject”produce by 清水一輝） - 鯱 役（宮迫博之とのとダブルキャスト）
- 劇団 月とスカレッタ 試演会 シリーズ①『夏の朗読会／怖い話』（2019年） - 「大入道と小僧」朗読
- 『家族のはなし』（2019年） - 山本行夫 役
- 『バベルの塔の下へ』（2019年、演劇組織 夜の樹）
- 『家族のはなし』再々演（2021年） - 山本行夫 役
- 『トリツカレ男』(2021年、ナッポスユナイテッド） - セルジオ 役
- 『STARGAZER』（2021年、ベニバラ兎団） - オステガ 役
- 『嵐になるまで待って』(2022年、CfY) - 波多野翔也 役
- 『左ききのエレン』(2022年、ベニバラ兎団)
- 『仮面山荘殺人事件』（2023年）[11]
- 『ちいさき神の、作りし子ら』（2024年、義庵）[12]
- 『あの空はキミの中〜Play ball, never cry!〜』（2025年） - 町田監督 役[13]

### 映画
- 絵里に首ったけ（2000年、三原光尋監督）
- コラソンdeメロン（2008年、田中誠監督）
- タナトス（2011年、城定秀夫監督） - 医師 役
- ラララ・ランドリー（2013年、鈴木研一郎監督・脚本）
- まっ白の闇（2018年、内谷正文監督・脚本）
- 僕が君の耳になる（2021年、榎本次郎監督）
- ある家族（2021年、ながせきいさむ監督・脚本）
- サンパギータ（2024年、三室力也監督、小池樹里杏監督）[14]

### Vシネマ
- 天然少女萬

## プロデュース
- アイ・ラヴ・ユー4(仮) - アイ・ラヴ・ユーシリーズの4作目

## 音楽活動

### 3☆COLORS

#### ライブ
- The Public Performance Vol.1『見上げた空に見えたモノ』(2007年〜2008年)
- The Public Performance Vol.2『旅立ちの歌』(2009年)
- 3☆COLORS ありがとう2009年末スペシャルライブ『空~ソラ☆カラ~』(2009年)
- CARAMELBOX 25th ANNIVERSARY SPECIAL『New Year CARAROCK FES.2010』(2010年)
- 3☆COLORS 新春関西 LIVE TOUR 2013 in KOBE ワンマンLIVE『A COLOR OF ORANGE』(2013年)
- B HOME 〜あなたが持ち帰るべきものがここにある〜(2013年)
- Song for the SMILE! vol.4 〜歌のチカラが生きるチカラだ。〜(2013年)
- 教如上人四百回忌「子どものつどい in 東本願寺」－東日本大震災復興支援－(2013年)
- 3☆COLORS　×　ダイナマイトしゃかりきサーカス SPECIAL LIVE 『しゃカラー☆ナイトフィーバー』 〜キミの心にダイナマイトを仕掛けたぜ！〜 in YOKOHAMA(2013年)

#### CD
- 旅立ちの歌
- 空~ソラ☆カラ~『旅立ちの歌』サウンドトラック
- Orange~アシタノユウヒ~

#### DVD
- Orange~キノウノアサヒ~

### その他
- 時を止めて - 前田綾・音賀流依とボーカル。『スケッチブック・ボイジャー』サウンドトラック収録

## 脚註
1. 1 2  “番長弟、三浦剛が初主演で200キロ剛速球投げる男”.   日刊スポーツ (2018年6月6日). 2025年1月29日閲覧。
2. 1 2 3  “手話パフォーマー三浦剛、妻・忍足亜希子との出会いはリアル『silent』…「ドラマをきっかけに手話のイメージはかっこいいに変わった」”.   WEBザテレビジョン (2023年4月22日). 2025年1月29日閲覧。
3. ↑  “キャラメルボックス「エンジェルボール」、成井豊「見どころは42歳で初主役の三浦剛」”.   日刊スポーツ (2018年7月8日). 2025年1月29日閲覧。
4. ↑  “SOONERS「最終的に歌を伝えたいから、2人で歌う。〜会長と書記〜」”.   bhodhit magazine (2024年10月24日). 2025年1月30日閲覧。
5. ↑  “ハマの番長の弟、ちょっとドラマチックな結婚”.   スポーツニッポン. 2010年1月2日閲覧。
6. ↑  “2012年03月08日『親バカ日記スタート！！』”.   3☆COLORS. 2012年9月24日閲覧。
7. ↑  “ろうの女優・忍足亜希子さんと俳優・三浦剛さんが共著本で大暴露した“面白夫婦”の実態。2人の逸話から伝わる歩み寄りの大切さ”.   ジャーナル日本財団ジャーナル (2021年6月2日). 2025年1月30日閲覧。
8. ↑  @tsuyoshi18 (2020年4月24日). "ドラマ『コウノドリ2』第1話が今夜22時より再放送されます！". X（旧Twitter）より2025年1月30日閲覧。
9. ↑  “村川絵梨『Dr.アシュラ』にゲスト出演 荒川良々“梵天”の妊娠中の妻役で登場【コメントあり】”. ORICON NEWS.   oricon ME (2025年6月11日). 2025年6月11日閲覧。
10. ↑  “40周年のキャラメルボックスが記念公演、成井豊「人が人を想う気持ちを客席で見届けて」”. ステージナタリー.   ナターシャ (2025年6月10日). 2025年6月10日閲覧。
11. ↑  “東野ワールドを一緒に、「仮面山荘殺人事件」溝口琢矢・清水由紀・畑中智行らで上演”. ステージナタリー (ナターシャ). (2023年7月22日) 2023年7月22日閲覧。
12. ↑  “聴覚障害を扱うトニー賞受賞作「ちいさき神の、作りし子ら」に加藤義宗・吉冨さくら”. ステージナタリー.   ナターシャ (2024年3月14日). 2024年3月14日閲覧。
13. ↑  “舞原沙音の青春小説「あの空はキミの中」舞台化、出演に田口華・結城伽寿也ら”. ステージナタリー.   ナターシャ (2025年2月7日). 2025年2月8日閲覧。
14. ↑  “映画『サンパギータ』作品情報”. 映画.com.   エイガ・ドット・コム (2023年11月30日). 2023年11月30日閲覧。